# Daniel Wildenstein
Pour les articles homonymes, voir Wildenstein (homonymie).
Daniel Wildenstein, né le 11 septembre 1917 à Verrières-le-Buisson et mort le 23 octobre 2001 à Paris 8e, est un marchand d'art et un historien de l'art français. 

## Biographie

### Origines familiales et formation
Il est le fils de Georges Wildenstein et de Jane Lévy, fille de Léopold Lévy (1839-1913), antiquaire à Paris. Il a une sœur cadette, Myriam (1921-1994). 
Daniel Wildenstein est le troisième représentant d'une lignée de marchands d'art issue de la communauté des juifs alsaciens. 
Son grand-père paternel, Nathan Wildenstein (1851-1934), d'abord boutiquier à Paris, a commencé à vendre des tableaux à la fin des années 1870.  En 1890, il ouvre une galerie à Paris, une deuxième à New York en 1903 et une troisième à Londres en 1925. 
Pour son fils Georges (1892-1963), il crée une galerie consacrée aux peintres modernes (21, rue La Boétie). 
Nathan meurt en 1934. Son héritage, qui inclut une écurie de course, revient à Georges.
Bachelier dans les années 1930, Daniel Wildenstein fait ses études supérieures de Lettres à la Sorbonne et suit les cours de l'École du Louvre. En 1939, il épouse Martine Kapferer (1920-2018).

### La période de la Seconde Guerre mondiale
Après la drôle de guerre (septembre 1939-mai 1940), l'armée française est vaincue en mai-juin 1940 : la France est occupée au nord et à l'est (armistice du 22 juin) et le maréchal Pétain instaure le régime de l'État français (10 juillet), dont le gouvernement réside à Vichy, en zone non occupée (ou « zone libre »). 
En août 1940, Martine Wildenstein donne le jour à son premier enfant, Alec, à Marseille, en zone libre. 
La période de l'Occupation (juin 1940-août 1944) est marquée par les statuts des juifs du régime de Vichy, avec de nombreuses interdictions professionnelles, et par les persécutions antijuives organisées par le régime nazi dans le cadre de l'occupation de la France : humiliations diverses ; spoliations d'entreprises et de biens ; et surtout les arrestations pour motif racial et les déportations qui deviennent massives à partir de 1942.
En décembre 1945, les Wildenstein sont à New York, où naît leur second fils, Guy.

### Débuts
Daniel Wildenstein débute[Quand ?] comme responsable des manifestations publiques du musée Jacquemart-André (Paris) et travaille aussi au musée de l'abbaye de Chaalis, situé dans la forêt d'Ermenonville. 
Parmi les expositions qu'il patronne alors, on peut citer Dessins et manuscrits de Léonard de Vinci, Le Second Empire de Winterhalter à Renoir, Victor Louis à Varsovie et Chefs-d'œuvre de Toulouse-Lautrec.
En janvier-février 1956, il organise une exposition à New York,  Treasures of Musée Jacquemart-André.

### Homme d'affaires et historien de l'art (1963-2001)
Après la mort de son père (1963), Daniel Wildenstein fait de New York le centre de son entreprise, en réaction à l'accroissement de la pression fiscale en France à l'initiative d'André Malraux[réf. nécessaire], concernant l'exportation de peintures françaises hors du territoire[pas clair].
De 1963 à 2001, il dirige la Gazette des Beaux-Arts, revue fondée en 1859 et appartenant à la famille Wildenstein depuis le début des années 1930. La revue disparaît en 2002, peu après son décès.
En 1970, Wildenstein crée avec sa sœur Miriam Pereire[réf. nécessaire] une fondation d’histoire de l’art, le Wildenstein Institute, siégeant rue La Boétie. Au cours de son existence, cet organisme a publié le catalogue raisonné de nombreux artistes, notamment l'intégrale des œuvres de Claude Monet, et était aussi un centre de documentation d'histoire de l'art de tout premier plan, avec plus de 400 000 ouvrages au début du siècle. Mais il a été fermé en 2017.
En 1971, il entre comme membre libre à l'Académie des beaux-arts (fauteuil numéro III).
En 1981, il fait donation au Musée Marmottan d'une collection de plus de 200 enluminures rassemblées par son père.
En 1993, la Pace Gallery (New York) et Wildenstein & Company créent la filiale PaceWildenstein, galerie de Manhattan spécialisée dans l'art contemporain.

### Procès à l'encontre de Daniel Wildenstein
La fin de la vie de Daniel Wildenstein est marquée par des polémiques et des procès, intentés notamment 
- par des possesseurs d'œuvres d'Amedeo Modigliani ou de Kees van Dongen exclues des catalogues du Wildenstein Institute ;
- par des familles juives spoliées de leurs œuvres d'art pendant la guerre et accusant la famille Wildenstein d'avoir collaboré à leurs dépens[17].

### Patrimoine

#### Biens immobiliers
Il vivait entre un penthouse parisien avenue Montaigne, un hôtel particulier à Manhattan, un ranch dans un domaine de 30 000 hectares au Kenya et la propriété de Xanadu, située sur l'île de Virgin Gorda (îles Vierges britanniques).

Propriétés de la famille Wildenstein
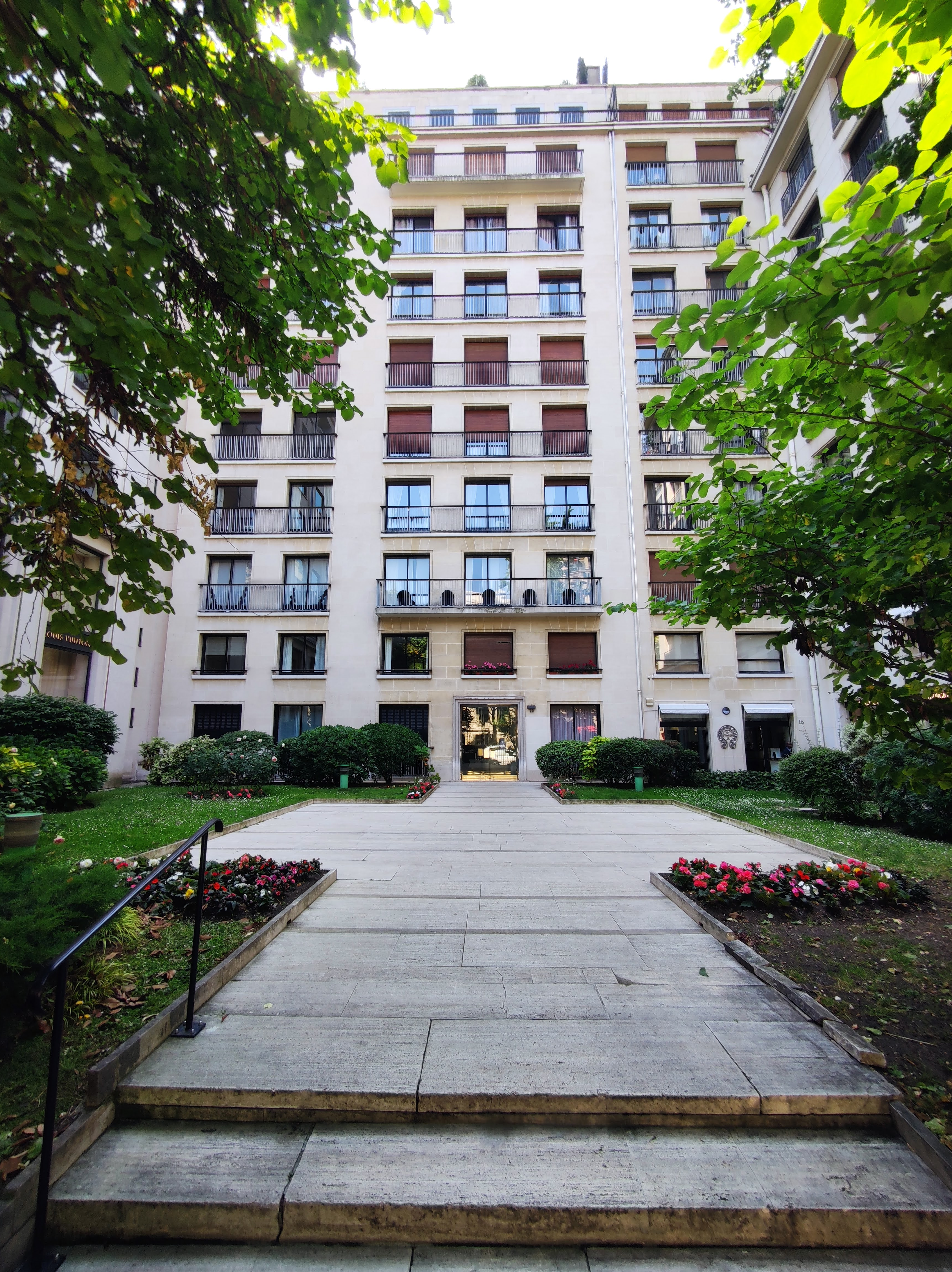
20, avenue Montaigne, Paris.
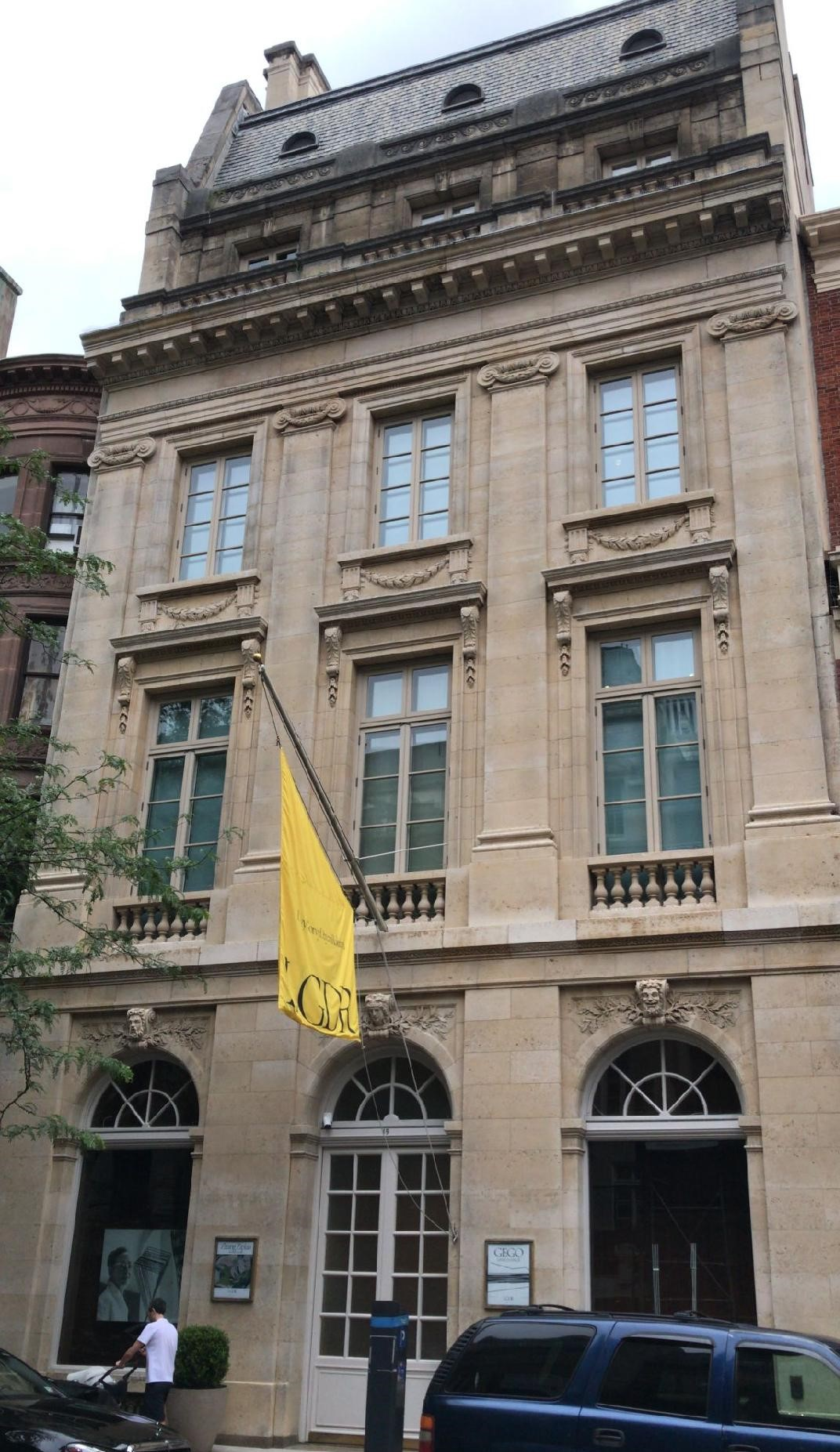
64e Rue Est, New York.

#### Tableaux
Wildenstein était possesseur d'une remarquable collection de peinture (environ 10 000 tableaux en 1978), incluant notamment vingt toiles d'Auguste Renoir, vingt-cinq de Gustave Courbet, dix de Vincent van Gogh, dix de Paul Cézanne, dix de Paul Gauguin, deux de Botticelli, huit de Rembrandt, huit de Rubens, neuf du Greco et cinq du Tintoret. Il détient aussi de nombreuses œuvres de Pierre Bonnard (1867-1947), récupérées en défendant les enfants du peintre contre la famille de feue Mme Bonnard, dans le cadre d'un conflit de succession.

#### L'écurie de course
Passionné de sport hippique comme son grand-père, Daniel Wildenstein investit aussi bien dans les chevaux de plat que de trot. Sa casaque bleue remporte quatre fois le prix de l'Arc de Triomphe (plat) et deux fois le prix d'Amérique (trot).
Ses chevaux de plat portent des noms qui expriment sa passion artistique : Peintre Célèbre, Aquarelliste, Claude Monet, Leonardo da Vinci, Picasso, Seurat, Arcangues ou, plus rarement, des points de vue politiques : Allez France, et en 1969, à la suite de la démission du général de Gaulle, Goodbye Charlie. 
Dans le domaine du trot, les plus célèbres sont Cocktail Jet et Kesaco Phedo.
En 2002, le prix du Rond Point a été renommé prix Daniel Wildenstein.

### Mariages et descendance
Daniel Wildenstein a eu deux fils de son premier mariage à la fin des années 1930 avec Martine Kapferer (1920-2018 :
- Alec (1940-2008), né à Marseille le 5 août 1940 (c'est-à-dire, dans une des grandes villes de la zone non occupée par l'armée allemande à partir de juin 1940[22]) ;
- Guy (né en 1945 aux États-Unis), qui dirige actuellement l'entreprise familiale[23].

En 1978, divorcé de sa première épouse, il épouse Sylvia Roth (1933-2010), mannequin de nationalité israélienne, qui, après la mort de son époux, vit à New York.

### Mort et funérailles
Atteint d'un cancer, il entre en 2001 dans un « coma aréactif » et meurt le 23 octobre 2001 après avoir subi une opération chirurgicale.

## Les problèmes de la succession de Daniel Wildenstein
Un conflit de succession oppose dès la mort de Daniel Wildenstein en 2001 ses fils, Alec (1940-2008) et Guy (né en 1945), et sa veuve, Sylvia, née Roth (1933-2010).
En l'absence de contrat de mariage et de testament, Sylvia Wildenstein détient l’usufruit de la moitié de la fortune de son mari, mais ses beaux-fils lui font croire que leur père est ruiné et la font d'abord renoncer à ses droits. Puis, assistée par son avocate, Claude Dumont-Beghi, elle intente une action en justice contre eux afin de récupérer sa part.
Sylvia Wildenstein dévoile à cette occasion divers procédés d'évasion fiscale utilisés depuis plusieurs générations par la famille Wildenstein pour placer ses avoirs dans des trusts logés dans des paradis fiscaux, certaines œuvres d'art étant déposées dans des ports francs, et ainsi dissimuler son patrimoine aux yeux de l'administration fiscale française. 
Certains de ces procédés frauduleux avaient d'ailleurs déjà été signalés par Jocelyne Wildenstein, à la suite de son divorce d'avec Alec en 1998 et ces accusations sont confirmées et documentées par Liouba Stoupakova, dernière épouse d'Alec après la mort de celui-ci.

En conséquence, la succession de Daniel Wildenstein fait l'objet d'une procédure judiciaire pour fraude fiscale, toujours en cours en 2023,.

## Publications
- Daniel Wildenstein et Yves Stavridès, Marchands d'art, Paris, Plon, 1999 [Propos de Daniel Wildenstein recueillis et édités par Yves Stavridès]

### Sur Claude Monet
- Monet Impressions, Lausanne, International Art Book, 1967
- Claude Monet 1. 1840-1881, Paris-Lausanne, Bibliothèque des arts, 1974
- Claude Monet 2. 1882-1886, Paris-Lausanne, Bibliothèque des arts, 1979
- Claude Monet 3. 1887-1898, Paris-Lausanne, Bibliothèque des arts, 1979
- Claude Monet 4. 1899-1925, Paris-Lausanne, Bibliothèque des arts, 1985
- Monet, Éditions de Vergennes, 1981
- Monet Catalogue raisonné, Cologne, Taschen, 1996
- Monet ou Le triomphe de l'impressionnisme, Cologne, Taschen/Paris, Wildenstein Institute, 1999

### Sur Paul Gauguin
- Paul Gauguin, Paris, Hachette, 1966 [en collaboration avec Raymond Cogniat]
- Paul Gauguin, Annecy-Deventer, 1974 [en collaboration avec Raymond Cogniat]
- Paul Gauguin Premier itinéraire d'un sauvage, Milan, Skira/Paris, Wildenstein Institute, 2001 [catalogue de l'œuvre peint]

### Autres
- Renoir, Éditions de Vergennes, 1980
- Seurat, Éditions de Vergennes, 1982
- Odilon Redon Catalogue raisonné de l'œuvre peint et dessiné, Lausanne,Bibliothèque des arts/Paris, Wildenstein Institute, 4 volumes

### Vidéographie
- Magali Serre ; production Premières Lignes, « L'incroyable trésor caché des Wildenstein - Enquête - Documentaire complet (PL) », 21 septembre 2021 (consulté le 21 août 2022)